# Лошаков-Колычёв, Матвей Третьякович
Матвей Третьяков сын Лошаков Колычёв (ум. 1599) — опричник Ивана Грозного, воевода, сын Третьяка (Епифана) Ивановича Лошакова-Колычёва, потомок Василия Лошака. Упоминается в списке опричников за 1573 год.

## Биография
В 1550 году Матвей упоминается в Тысячной книге как сын боярский III статьи по Можайску>.
В 1570 году — воевода в городе Себеж.
В 1572 году Матвей во время похода «на Новгород и Свейские немцы» упоминается как воевода в Говье.
Во время государева похода в Серпухов в феврале 1574 года — один из наиболее приближенных к царю лиц, вместе с сокольничим Василием Зюзиным и рындой с большим саадаком Иваном Глинским.
В 1581 году Матвей назначен воеводой в Трекате.
В 1587 году Матвей был наместником в Ржеве.
Матвей владел поместьями в Шелонской пятине Новгородской земли.
Умер Матвей в 1599 году.

## Брак и дети
Жена: Анастасия. Дети:
- Полуэкт (ум. 1618), воевода. Он и его потомки звались просто Колычёвы[3].